# Somalobolbus benadirensis
Somalobolbus benadirensis is een keversoort uit de familie cognackevers (Bolboceratidae). De wetenschappelijke naam van de soort werd in 1992 gepubliceerd door Carpaneto, Mignani en Piattella.